# رولاندو بلاكبيرن
رولاندو بلاكبيرن (بالإسبانية: Rolando Blackburn)‏ (9 يناير 1990 ببنما في بنما - ) هو لاعب كرة قدم بنمي في مركز الهجوم. شارك مع منتخب بنما تحت 17 سنة لكرة القدم ومنتخب بنما تحت 20 سنة لكرة القدم ومنتخب بنما لكرة القدم. أما مع النوادي، فقد لعب مع ديبورتيفو سابريسا ونادي سبورتينغ كريستال ونادي سينيتسا ونادي كوميونيكيشنس وClub Deportivo Universitario ‏ وJuventud Retalteca ‏ ونادي تاورو ‏.

## وصلات خارجية
- رولاندو بلاكبيرن على موقع الاتحاد الدولي (مؤرشف)  (الإنجليزية)
- رولاندو بلاكبيرن على موقع الاتحاد الأوربي (الإنجليزية)
- رولاندو بلاكبيرن على موقع إي إس بي إن إف سي (الإنجليزية)
- رولاندو بلاكبيرن على موقع قاعدة بيانات كرة القدم.إي يو (الإنجليزية)
- رولاندو بلاكبيرن على موقع ناشيونال فوتبول تيمز (الإنجليزية)
- رولاندو بلاكبيرن على موقع Soccerbase.com (لاعب) (الإنجليزية)
- رولاندو بلاكبيرن على موقع Soccerway.com (الإنجليزية)
- رولاندو بلاكبيرن على موقع عالم كرة القدم.نت (الإنجليزية)
- رولاندو بلاكبيرن على موقع AS.com (الإسبانية)